# Elb
Elb är ett svenskt efternamn som den 31 december 2013 bars av 140 personer bosatta i Sverige..
Förste kände svenske bärare av namnet  var  Lars Nilsson (1779-1846) som bodde på ett soldattorp i Tuna socken, i dag Vimmerby kommun, Kalmar län, och som tilldelades soldatnamnet Elb vid Smålands husarregemente. Han efterträddes på soldattorpet av Nils Olofsson, som även han fick soldatnamnet Elb. Utöver ättlingar till dessa två  bärs namnet av ytterligare två släktgrenar med anknytning till de ursprungliga.[källa behövs]
Ursprunget till själva namnet är inte klarlagt, men en hypotes är att det har sitt ursprung i Maurice d'Elbée, 1752-1794, som var en fransk kontrarevolutionär militär. Det förekom att svenska soldater namngavs efter europeiska förebilder. Soldatnamnen Tilly och Neij lär således komma från fältherrarna Johann Tserclaes Tilly respektive Michel Ney.